# Rungia yunnanensis
Rungia yunnanensis är en akantusväxtart som beskrevs av Hsien Shui Lo. Rungia yunnanensis ingår i släktet Rungia och familjen akantusväxter. Inga underarter finns listade i Catalogue of Life.